# Coleura kibomalandy
Coleura kibomalandy és una espècie de ratpenat de la família dels embal·lonúrids. És endèmic de Madagascar. Les seves dimensions són similars a les de C. afra i C. seychellensis. Es diferencia dels seus congèneres per tenir el dors i el cap negres i la regió ventral majoritàriament blanca. El seu nom específic, kibomalandy, significa 'panxa blanca' en un dialecte malgaix septentrional.